# Iris atropatana
Iris atropatana är en irisväxtart som beskrevs av Aleksandr Alfonsovitj Grossgejm. Iris atropatana ingår i släktet irisar, och familjen irisväxter. Inga underarter finns listade i Catalogue of Life.